# Temple romain de Santa Eulalia de Bóveda
Le temple romain de Santa Eulalia de Bóveda (Santalla de Bóveda en galicien), est un sanctuaire de l'époque romaine tardive (entre les IIe et IVe siècles apr. J.-C.  situé dans la paroisse civile de Santalla de Bóveda de Mera (es), à 14 kilomètres de l'ancien Lucus Augusti, l'actuelle  Lugo, province de Galice en Espagne,.
Il est admis qu'il s'agit d'un temple païen, avec différentes théories sur sa destination, christianisé des siècles plus tard. Il est considéré comme un unicum lorsqu'il n'existe aucun autre bâtiment présentant les mêmes caractéristiques sur tout le territoire occupé par l'Empire romain.
En 1931, il a été déclaré Monument national et en 1985, Bien d'intérêt culturel.

## Description

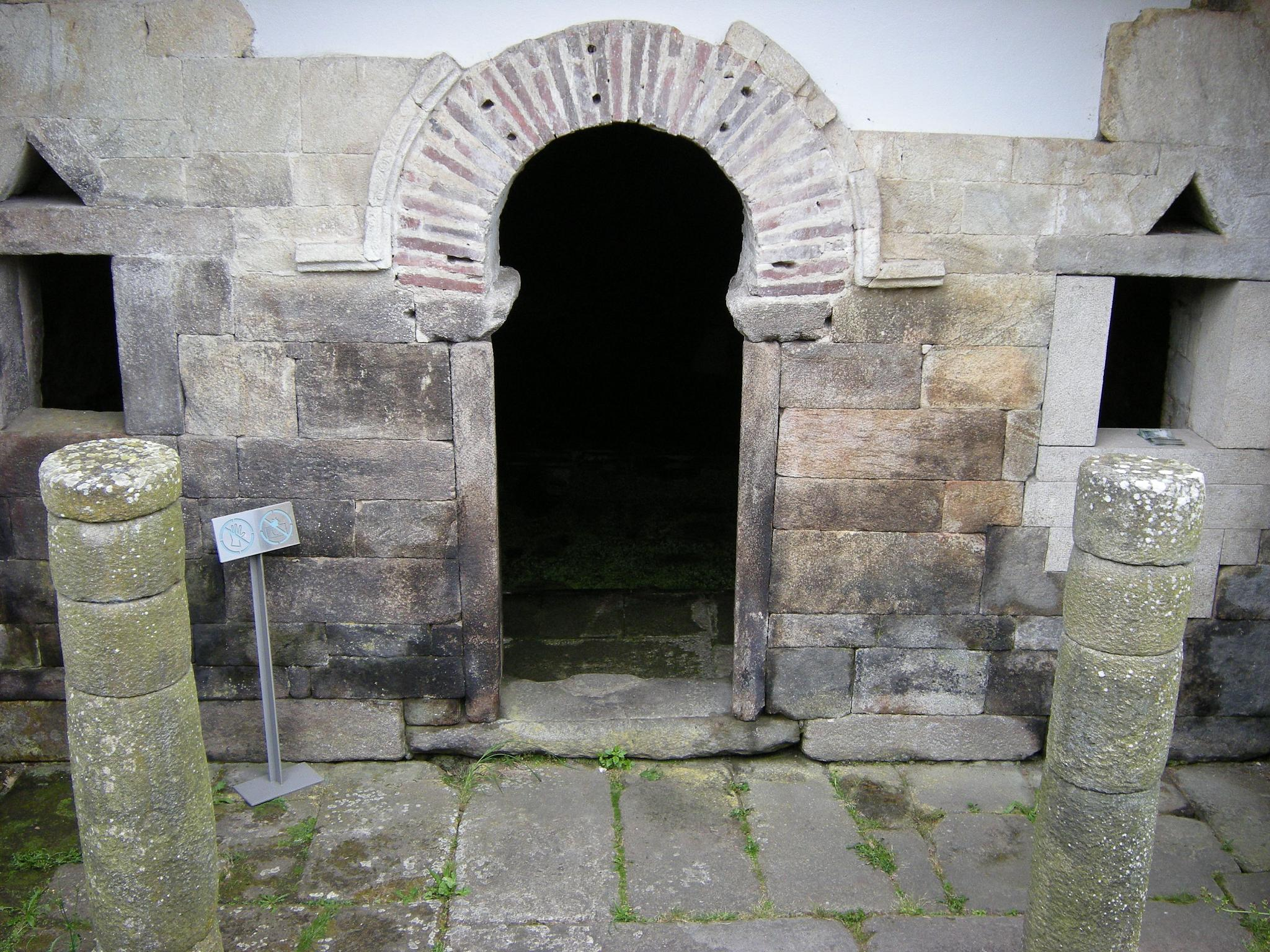
La façade du sanctuaire.

Le sanctuaire, semi-enterré à côté de l'actuelle église de Santalla, a été découvert en 1926 et les archéologues n'ont pas encore été en mesure de donner une explication fiable sur son origine et son objectif. Un deuxième étage fut ensuite construit au-dessus de ce bâtiment, aujourd'hui disparu à l'exception d'une partie du mur et du début de la voûte supérieure. Cette expansion supérieure explique pourquoi le temple originel est parfois désigné comme crypte.
Le sanctuaire était dédié à la déesse Cybèle et convertie au culte de Sainte Eulalie. Il se compose d'une salle rectangulaire d'environ 6 × 6 m, avec un petit bassin au centre d'environ 3 × 3 m de faible profondeur et couverte par une voûte en berceau. À l'extérieur, un petit atrium à deux colonnes « en antes » précède la façade, dans laquelle s'ouvre une porte avec un arc en fer à cheval, typologie que les Wisigoths adopteront plus tard. Il s'agit du plus ancien arc en fer à cheval existant dans l'architecture espagnole en tant qu'élément structurel, puisqu'il n'apparaissait auparavant que dans la décoration de certaines stèles romaines.

## Peinture

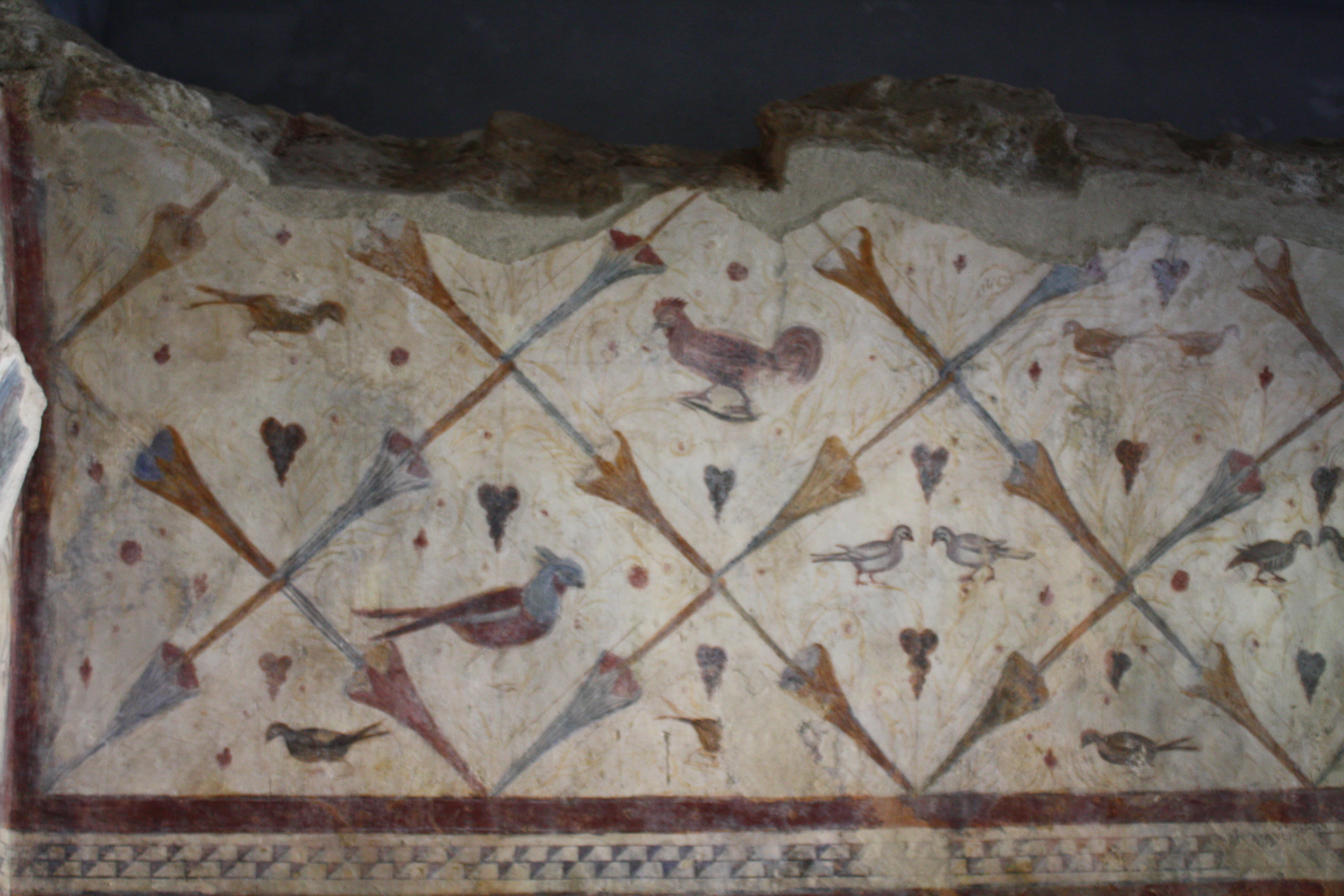
Peinture murale.

À l'intérieur de la crypte est conservé un complexe mural, qui est le plus important de ceux qui subsistent dans toute l'Hispanie. La représentation picturale fait directement référence à la relation que les oiseaux et leurs chants entretenaient avec le sanctuaire et son fonctionnement d'oracle. Les oiseaux vivants restaient cachés à la vue des fidèles et leurs chants prophétiques résonnaient sur les peintures des voûtes de la crypte. Ces peintures sont situées dans la voûte et représentent les sibylles sous forme d'oiseaux et avec un excellent degré de conservation. L'ensemble présente des perdrix, des faisans, des poules, des paons (symbole de la déesse), des colombes, une oie et un canard, parmi des motifs végétaux stylisés qui représentent l'arbre sacré d'Attis, le pin et ses fruits. Les peintures murales inférieures disparurent lors de la christianisation du sanctuaire et faisaient sûrement référence aux mystères de la déesse.

### Sculpture

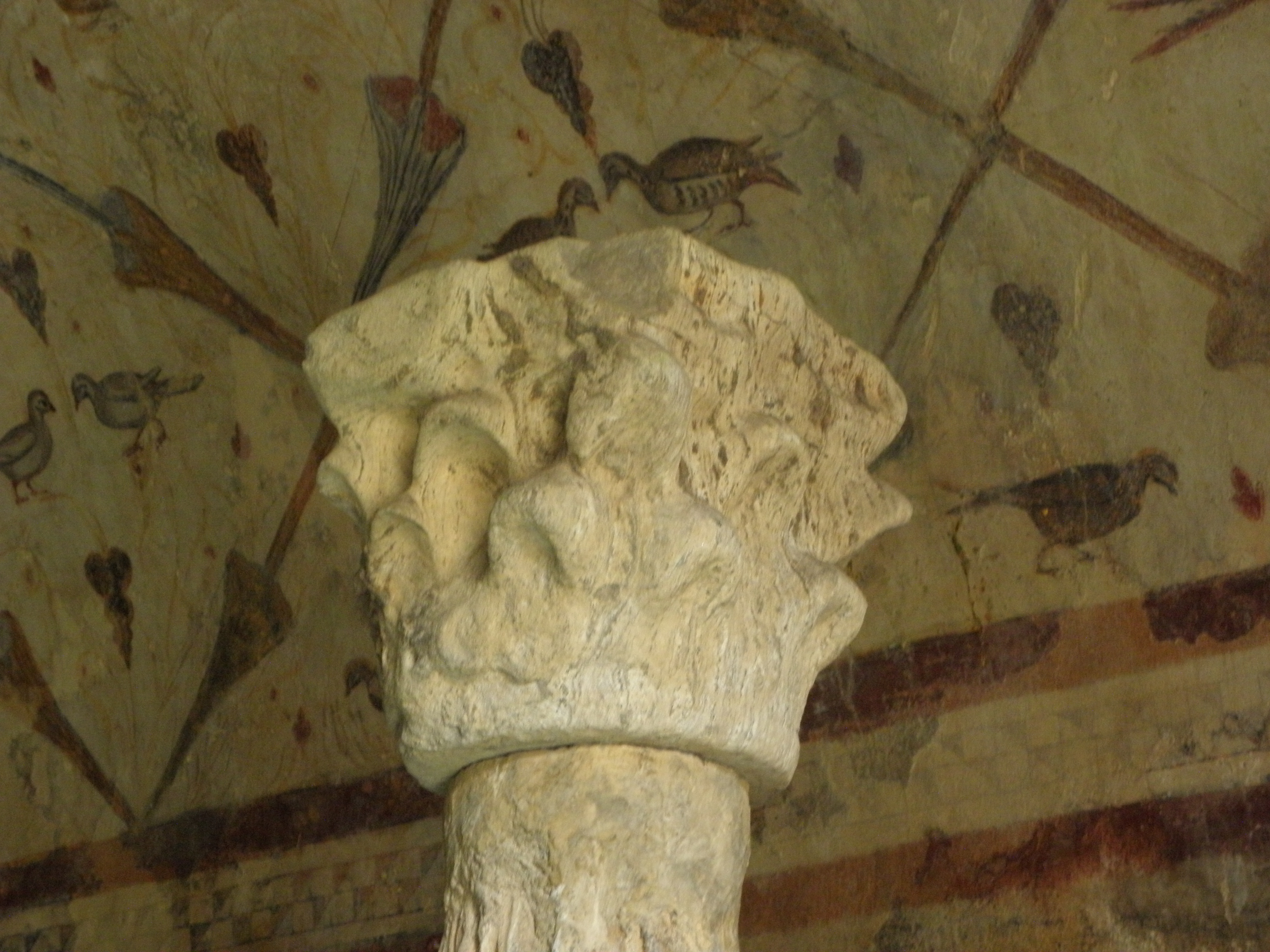
Haut de pilier de style wisigoth/roman-souabe.

Le répertoire sculptural de Santa Eulalia de Bóveda a peu à voir avec la sculpture romaine classique et pourrait passer pour l'art wisigoth des siècles ultérieurs, mais il fait sans aucun doute une référence directe à la déesse titulaire du sanctuaire, ainsi qu'au rite qui y était pratiqué.
En arrière-plan et présidant la cérémonie se trouve la « Pierre noire » comme objet de culte, considérée comme d'origine céleste et considérée comme l'épiphanie de la déesse Cybèle. Cette pierre est soutenue par une colonne et est liée aux images de l'atrium d'autruches perchées sur une pierre dans une colonne élancée, comme une personnification zoomorphe de la déesse.

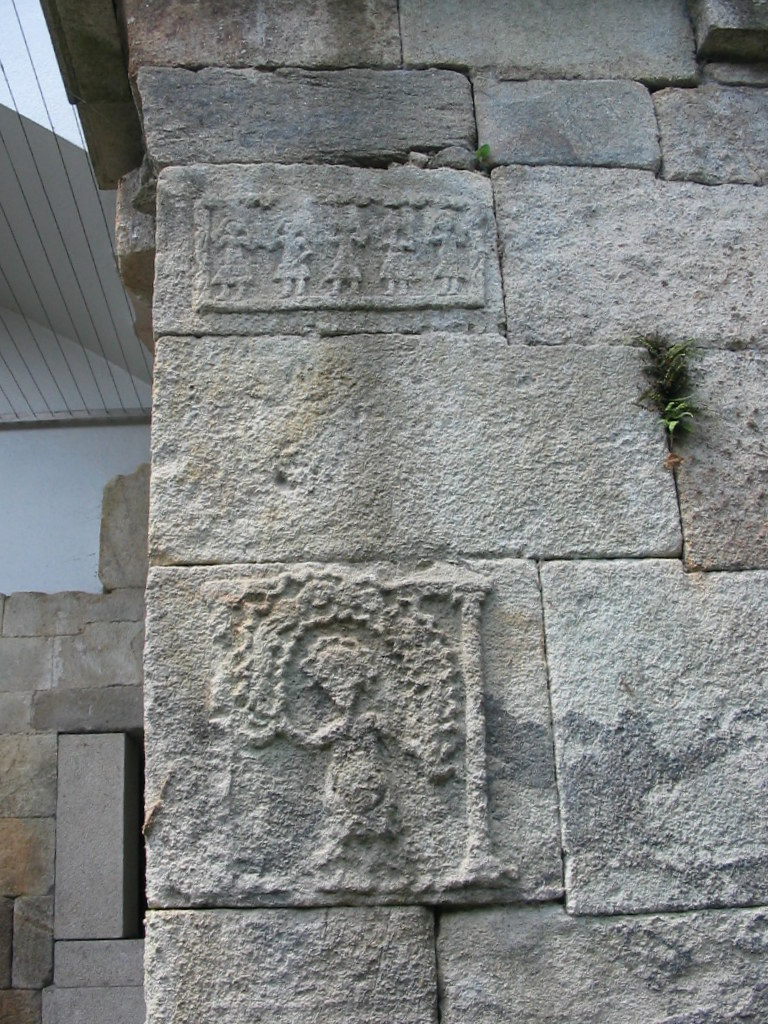
Détail de sculptures extérieures.

Certaines pièces appartenant à l'étage supérieur ont été récupérées après sa démolition et sont exposées dans le petit musée voisin. Ces pièces sont des éléments iconographiques de la déesse Cybèle, comme trois corbeaux en pierre de granit qui représentent un lion, un tambour et un troisième qui rappelle un bouquet de pensées, la fleur de Cybèle.
Sur la façade extérieure de la crypte et de l'atrium, outre les autruches, se trouvent plusieurs représentations sculpturales en granit, placées symétriquement. Il s'agit de représentations de danses, de deux personnages estropiés respectivement à la jambe et au bras, et on pense que les handicapés étaient l'un des groupes sociaux les plus dévoués à la déesse. Un relief astronomique dans lequel apparaissent une planète et sa lune, Rhéa en tant qu'épouse de Saturne, se distingue par son caractère exceptionnel.